# Morosaphycita morosalis
Espèce
Synonymes
- Myelois morosalis Saalmüller, 1880.
- Pempelia morosalis.

Morosaphycita morosalis est une espèce d'insectes de l'ordre des lépidoptères (papillons), de la famille des Pyralidae.
On le trouve dans l'est et le sud de l'Afrique, de l'Égypte à l'Afrique du Sud, y compris sur les îles de l'Océan Indien, en Inde et Népal.

## Systématique
L'espèce Morosaphycita morosalis a été initialement décrite par Max Saalmüller (d) en 1880 sous le protonyme de Myelois morosalis.

## Description
Les adultes ont une longueur d'environ 10 mm et une envergure d'environ 20 mm.
Leurs chenilles sont considérées comme une peste pour le Jatropha curcas, (Euphorbiaceae), dont elles mangent les fleurs et les jeunes fruits.